# Museo Casa Agustín Rivera Altos de Jalisco
El Museo Casa Agustín Rivera Altos de Jalisco es un recinto museográfico ubicado en Lagos de Moreno, Jalisco. Fue la casa del sacerdote y escritor Agustín Rivera, y después fue convertida en museo en el año 2008.

## Historia
La casa de Agustín Rivera data desde el año 1764 se encuentra ubicada a un costado del edificio conocido como "la Rinconada de las Capuchinas", custodiada desde 1971 por el Instituto Nacional de Antropología e Historia (INAH). 

### Restauración
Entre 2007 y 2008 fue restaurada para convertirla en museo y fue abierta el 29 de marzo de ese año para la visita al público y actualmente cuenta con dos salas de exhibición. 